# Мішке (Фуман)
Мішке (перс. ميشكه) — село в Ірані, у дегестані Аліян, у бахші Сардар-е-Джанґаль, шагрестані Фуман остану Ґілян. За даними перепису 2006 року, його населення становило 83 особи, що проживали у складі 21 сім'ї.

## Клімат
Середня річна температура становить 13,07 °C, середня максимальна – 27,38 °C, а середня мінімальна – -1,50 °C. Середня річна кількість опадів – 563 мм.
| Клімат поселення                              | Клімат поселення | Клімат поселення | Клімат поселення | Клімат поселення | Клімат поселення | Клімат поселення | Клімат поселення | Клімат поселення | Клімат поселення | Клімат поселення | Клімат поселення | Клімат поселення | Клімат поселення |
| Показник                                      | Січ.             | Лют.             | Бер.             | Квіт.            | Трав.            | Черв.            | Лип.             | Серп.            | Вер.             | Жовт.            | Лист.            | Груд.            |                  |
| Середній максимум, °C                         | 11,28            | 9,88             | 10,94            | 15,60            | 20,56            | 25,72            | 27,38            | 27,15            | 22,66            | 19,55            | 14,59            | 11,22            |                  |
| Середня температура, °C                       | 5,58             | 4,18             | 5,25             | 9,92             | 14,87            | 20,04            | 23,12            | 22,89            | 18,38            | 15,30            | 10,34            | 6,95             |                  |
| Середній мінімум, °C                          | −0,1             | −1,5             | −0,44            | 4,23             | 9,17             | 14,34            | 18,86            | 18,63            | 14,13            | 11,03            | 6,08             | 2,70             |                  |
| Норма опадів, мм                              | 47               | 42               | 64               | 65               | 39               | 21               | 13               | 21               | 46               | 69               | 58               | 78               |                  |
| Середньомісячна швидкість вітру, м/с          | 2.09             | 2.36             | 2.44             | 2.46             | 2.26             | 2.00             | 2.33             | 2.17             | 1.95             | 1.92             | 2.04             | 1.88             |                  |
| Середньомісячна сонячна радіація, кДж/м²·день | 7068             | 9425             | 11580            | 15914            | 19582            | 21977            | 22840            | 19468            | 16021            | 11235            | 8714             | 6804             |                  |
| --------------------------------------------- | ---------------- | ---------------- | ---------------- | ---------------- | ---------------- | ---------------- | ---------------- | ---------------- | ---------------- | ---------------- | ---------------- | ---------------- | ---------------- |
| Джерело:                                      |                  |                  |                  |                  |                  |                  |                  |                  |                  |                  |                  |                  |                  |